# Єліново
Єлі́ново (рос. Елиново) — село у складі Солонешенського району Алтайського краю, Росія. Входить до складу Тополинської сільської ради.

## Населення
Населення — 40 осіб (2010; 37 у 2002).
Національний склад (станом на 2002 рік):
- росіяни — 100 %